# Hon-Hergies
Hon-Hergies è un comune francese di 847 abitanti situato nel dipartimento del Nord nella regione dell'Alta Francia.

## Società

### Evoluzione demografica
Abitanti censiti